# Marékou
Marékou ist ein Dorf in der Landgemeinde Wacha in Niger.

## Geographie
Das von einem traditionellen Ortsvorsteher (chef traditionnel) geleitete Dorf befindet sich rund neun Kilometer nordöstlich des Hauptorts Wacha der gleichnamigen Landgemeinde, die zum Departement Magaria in der Region Zinder gehört. Zu weiteren Siedlungen in der Umgebung von Marékou zählen Bakafa im Norden, Wiwi im Nordosten, Jambirdji im Osten und Kaki Baré im Süden.
Es herrscht das Klima der Sahelzone vor, mit einer durchschnittlichen jährlichen Niederschlagsmenge zwischen 300 und 400 mm.

## Bevölkerung
Bei der Volkszählung 2012 hatte Marékou 2342 Einwohner, die in 410 Haushalten lebten. Bei der Volkszählung 2001 betrug die Einwohnerzahl 1486 in 284 Haushalten und bei der Volkszählung 1988 belief sich die Einwohnerzahl auf 2424 in 488 Haushalten.

## Wirtschaft und Infrastruktur
Eine Getreidebank wurde in den 1980er Jahren etabliert. Mit einem Centre de Santé Intégré (CSI) ist ein Gesundheitszentrum im Dorf vorhanden.